# Jan-Christoph Oetjen

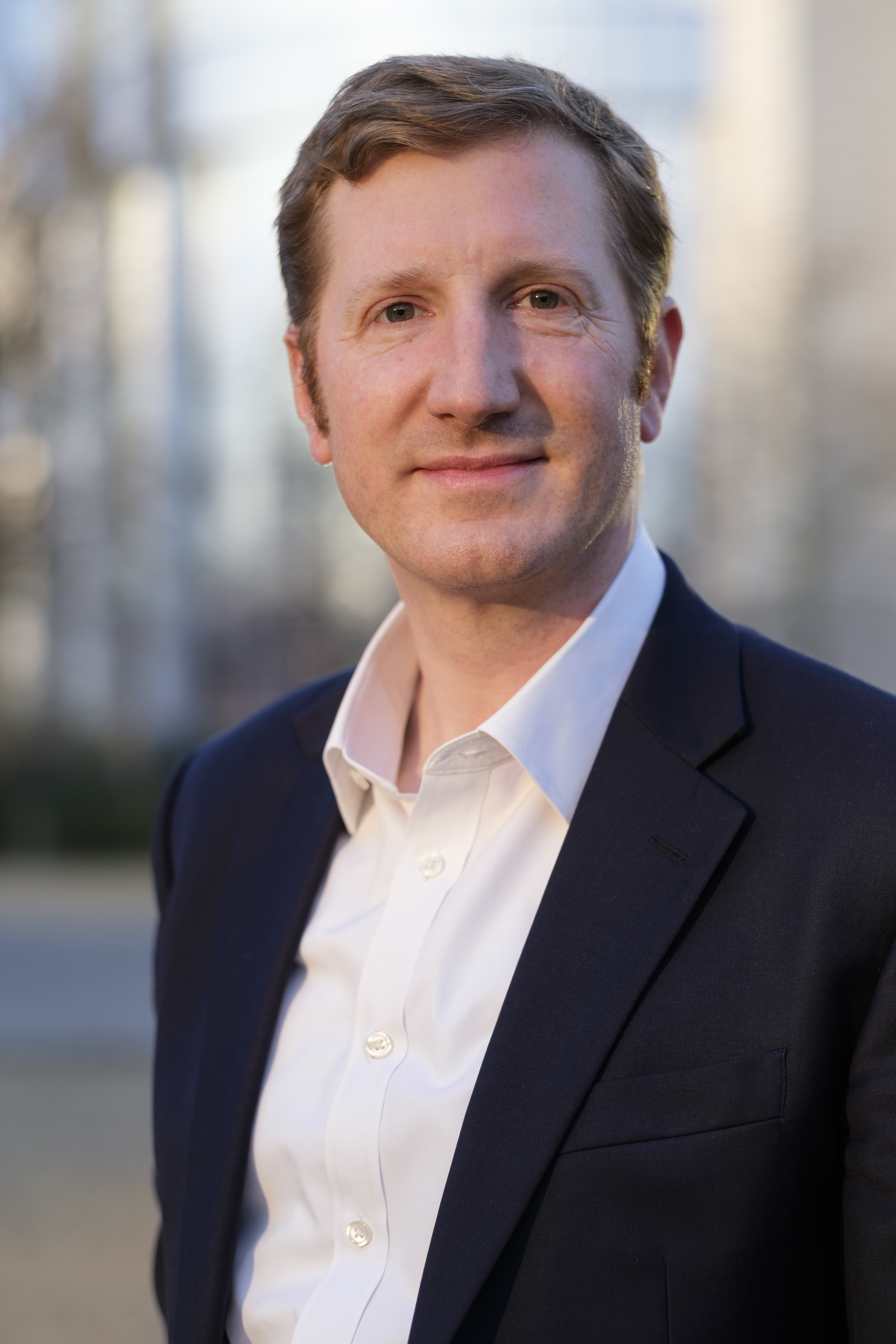
Jan-Christoph Oetjen

Jan-Christoph Oetjen (* 21. Februar 1978 in Rotenburg (Wümme)) ist ein deutscher Politiker (FDP). Er ist seit 2019 Mitglied und war 2024 kurzzeitig in der 9. Wahlperiode Vizepräsident des Europäischen Parlaments. Zuvor war er von 2003 bis 2019 Mitglied des Niedersächsischen Landtages.

## Leben
Oetjen besuchte die Grundschule und Orientierungsstufe in Sottrum, anschließend das Ratsgymnasium Rotenburg, an dem er 1997 das Abitur ablegte. Danach absolvierte er den Zivildienst im Diakoniekrankenhaus Rotenburg. Es folgte von 1999 bis 2003 ein Studium der Wirtschaftswissenschaften in Hannover, das er ohne Abschluss beendete.

## Politischer Werdegang
Oetjen trat 1995 in die FDP ein. Er war Landesvorsitzender der Jungen Liberalen Niedersachsen von 1999 bis 2002 und ist seit 1998 Mitglied im Landesvorstand der FDP Niedersachsen. Seit 2002 ist er Bezirksvorsitzender der FDP Elbe-Weser. Den Bezirksvorsitz gab er 2019 an Gero Hocker ab. Oetjen ist Vorsitzender des FDP-Kreisverbandes Rotenburg (Wümme).
Oetjen ist seit 2001 Ratsmitglied der Gemeinde Sottrum, seit 2006 Ratsmitglied der Samtgemeinde Sottrum und seit 2006 Kreistagsmitglied im Landkreis Rotenburg (Wümme). Seit der Landtagswahl im Februar 2003 vertritt er den Wahlkreis Rotenburg und die Elbe-Weser-Region im Niedersächsischen Landtag, in den er bei den Wahlen 2003, 2008, 2013 und 2017 über die Landesliste der FDP einzog. Er war von 2003 bis 2011 agrarpolitischer Sprecher und ist seit 2009 innenpolitischer Sprecher der FDP-Landtagsfraktion.
Bei der Europawahl 2019 stand Oetjen auf dem fünften Platz der FDP-Bundesliste. Er wurde erwartungsgemäß ins Europaparlament gewählt und legte daraufhin am 18. Juni 2019 sein Landtagsmandat nieder. Für ihn trat Thomas Brüninghoff in den Landtag ein. Jan-Christoph Oetjen gehört der liberalen Fraktion Renew Europe an.
In folgenden Ausschüssen und Delegationen des Europäischen Parlaments ist er in unterschiedlichen Funktionen tätig:
- Ausschuss für Verkehr und Tourismus (TRAN) – Ausschuss für Verkehr und Tourismus (Stellvertretender Vorsitzender)
- Mitglied in der Delegation in der Paritätischen Parlamentarischen Versammlung AKP-EU (DACP)
- Ausschuss für Entwicklung (DEVE) (Stellvertreter)
- Ausschuss für bürgerliche Freiheiten, Justiz und Inneres (LIBE) (Stellvertreter)
- Unterausschuss für Menschenrechte (DROI) (Stellvertreter)
- Delegation für die Beziehungen zu den Maschrek-Ländern (DMAS) (Stellvertreter)

Am 16. Januar 2024 wurde er als Nachfolger von Nicola Beer zu einem der Vizepräsidenten des Parlaments gewählt.
Bei der Europawahl 2024 wurde Oetjen auf Listenplatz 5 erneut ins Europäische Parlament gewählt.

## Mitgliedschaften
Jan-Christoph Oetjen ist Mitglied der überparteilichen Europa-Union Deutschland, die sich für ein föderales Europa und den europäischen Einigungsprozess einsetzt.